# Snjótindur
Snjótindur är en bergstopp i republiken Island. Den ligger i regionen Austurland, 400 km öster om huvudstaden Reykjavík. Toppen på Snjótindur är 713 meter över havet.
Trakten runt Snjótindur är nära nog obefolkad, med mindre än två invånare per kvadratkilometer. Det finns inga samhällen i närheten. Trakten runt Snjótindur består i huvudsak av gräsmarker.